# Pimenta obscura
Pimenta obscura (tiếng Anh thường gọi là Wild Pimento) là một loài thực vật thuộc họ Myrtaceae. Đây là loài đặc hữu của Jamaica.